# 五齿萼
五齿萼（学名：Pseudobartsia yunnanensis）为玄参科五齿萼属下的一个种。其种加词 yunnanensis 意为“云南的”。